# Суворова Дар'я Сергіївна
Дар'я Сергіївна Суворова (нар. 1 лютого 1988, Кішкунмайша, Угорщина) — співачка.

## Біографія
Народилася 1 лютого 1988 року в Угорщині в місті Кішкунмайша в родині військовослужбовців. У 1990 році з батьками переїхала в Україну, в місто Артемівськ, Донецької області. З п'яти років займалася балетом і танцювала в ансамблі спортивно-бального танцю, а з 14 років три роки вчилася в Артемівській музичній школі за класом вокалу. Закінчивши дев'ять класів ЗОШ, вступила в педагогічне училище на музичне відділення. Через два роки перевелася на інше, не пов'язане з музикою, відділення, і, отримавши диплом, поїхала в Київ. Там провалила іспит на філософський факультет КНУ ім. Т. Шевченка, але вступила одразу на другий курс економічного факультету. Закінчивши цей заклад, Даша вирішила цілком присвятити себе музиці і влітку 2011 вступила в КІМ ім. Р. М. Глієра на естрадно-джазовий вокал.
Популярність співачці принесла композиція «Поставит Басту», яка протрималася понад 20-ть тижнів у музичному хіт-параді Росії — «Золотий грамофон», піднявшись у листопаді 2011 року до його вершини. За підсумками року ця пісня в Росії увійшла в число 50 найбільш популярних рінгбектонів і отримала «золотий» статус з понад 100 тисяч продажу.
3 травня 2012 року Суворова представила глядачам свою сольну програму «Поставит Басту и другой рок-н-ролл». Публіка сприйняла нову програму захоплено. Співачка була номінована на премію «Муз-ТВ» в номінації «Прорив року» та премію «RU.TV» в номінації «Кращий старт», але їй не вдалося перемогти.
15 листопада того ж року, Дар'я представила свій дебютний студійний альбом під назвою «Космонавт». До офіційного релізу, прихильники змогли почути альбом на сайті журналу «Billboard». 1 грудня на сцені Кремля співачка отримує свою першу статуетку «Золотого грамофона» за пісню «Нелюбов». На наступний день виступає на «Золотому грамофоні» в Санкт-Петербурзі, де крім композиції «Нелюбов», виконує іншу також відому пісню «Поставит Басту».
У середині липня 2013 року вона випускає свій другий студійний альбом, який отримав назву «312 закрита». Реліз альбому відбувся одночасно в Україні і в Росії. В нього увійшло 15 драматичних треків, описаних як «життя без прикрас», бо артистка розуміє більше смуток, ніж веселощі. Коментуючи назву альбому, співачка зізналася, що це номер її кімнати в гуртожитку, яка була закрита з часом. В кінці літа, В самому центрі Києва за аналогією арбатського меморіалу була організована стіна пам'яті легендарному рок-музиканту Віктору Цою. Ініціатором створення цієї стіни стала сама Даша. Пізніше співачка вирішила зняти відеокліп на одну відому пісню Цоя «Спокійна ніч». Режисером відео виступив Олег Тандалов.
1 лютого 2021 року, о свій 33-й день народження, Дар'я Суворова випустила авторську версію пісні «Небеса», написаної Костянтином Меладзе і увійшла в репертуар Валерія Меладзе. Отримане від Костянтина офіційний дозвіл на виконання цієї композиції Даша називає дорогим і знаковим подарунком.

## Дискографія
2011 — «Тобі Любов Моя» 
| 2012 — «Космонавт» | 2012 — «Космонавт»       | 2012 — «Космонавт» |
| #                  | Назва                    | Тривалість         |
| ------------------ | ------------------------ | ------------------ |
| 1.                 | «Поэты не спят по ночам» | 3:53               |
| 2.                 | «На лондонских стёклах»  | 4:27               |
| 3.                 | «К дому твоему»          | 3:28               |
| 4.                 | «Ромочка»                | 3:56               |
| 5.                 | «Рок-н-ролл»             | 3:39               |
| 6.                 | «Расшатаны нервы»        | 3:41               |
| 7.                 | «Просто любить»          | 5:02               |
| 8.                 | «Надолго»                | 4:32               |
| 9.                 | «Девочка»                | 3:29               |
| 10.                | «Маме»                   | 3:57               |
| 11.                | «Телевизоры»             | 3:47               |
| 12.                | «Под московским небом»   | 5:10               |
| 13.                | «Кино»                   | 4:07               |

| 2013 — «312 закрыта» | 2013 — «312 закрыта»  | 2013 — «312 закрыта» |
| #                    | Назва                 | Тривалість           |
| -------------------- | --------------------- | -------------------- |
| 1.                   | «Автобус»             | 2:39                 |
| 2.                   | «В новой квартире»    | 2:35                 |
| 3.                   | «La Ti Fa Re»         | 3:25                 |
| 4.                   | «312 закрыта»         | 4:01                 |
| 5.                   | «В.М.В.»              | 3:23                 |
| 6.                   | «Давай помолчим»      | 3:31                 |
| 7.                   | «Туда»                | 2:58                 |
| 8.                   | «Похожа на су...»     | 3:35                 |
| 9.                   | «Орбит»               | 2:20                 |
| 10.                  | «Ландыши»             | 3:23                 |
| 11.                  | «До Юпитера»          | 3:32                 |
| 12.                  | «MTV»                 | 3:23                 |
| 13.                  | «Поставит Басту»      | 3:14                 |
| 14.                  | «Над землёй»          | 4:02                 |
| 15.                  | «Совсем другая жизнь» | 3:54                 |

| 2014 — «Насморк» | 2014 — «Насморк»  | 2014 — «Насморк» |
| #                | Назва             | Тривалість       |
| ---------------- | ----------------- | ---------------- |
| 1.               | «Аранжировки»     | 3:45             |
| 2.               | «Коматоз-любовь»  | 3:11             |
| 3.               | «Киты»            | 3:00             |
| 4.               | «Качели»          | 3:42             |
| 5.               | «Останусь»        | 3:50             |
| 6.               | «Метрономы»       | 3:19             |
| 7.               | «Сладкая вата»    | 3:22             |
| 8.               | «Пеналы»          | 4:51             |
| 9.               | «Чужие лица»      | 3:39             |
| 10.              | «Чайки»           | 4:14             |
| 11.              | «Последний герой» | 4:24             |

| 2015 — «Разноцветные лосины» | 2015 — «Разноцветные лосины» | 2015 — «Разноцветные лосины» |
| #                            | Назва                        | Тривалість                   |
| ---------------------------- | ---------------------------- | ---------------------------- |
| 1.                           | «Разноцветные лосины»        | 4:25                         |
| 2.                           | «Спички»                     | 3:17                         |
| 3.                           | «Никогда»                    | 3:15                         |
| 4.                           | «Моя весна»                  | 3:31                         |
| 5.                           | «Из-за тебя»                 | 3:07                         |
| 6.                           | «Ландыши (Samsonov mix)»     | 3:09                         |

| 2018 — «Будь сильним до кінця» | 2018 — «Будь сильним до кінця» | 2018 — «Будь сильним до кінця» |
| #                              | Назва                          | Тривалість                     |
| ------------------------------ | ------------------------------ | ------------------------------ |
| 1.                             | «Додому»                       | 4:27                           |
| 2.                             | «Аліна»                        | 3:46                           |
| 3.                             | «Досі люблю»                   | 3:23                           |
| 4.                             | «Немає слів»                   | 5:14                           |
| 5.                             | «Вона засинає без тебе»        | 2:54                           |
| 6.                             | «У квітні»                     | 2:58                           |
| 7.                             | «Відрада»                      | 3:51                           |
| 8.                             | «Коли тебе нема»               | 3:54                           |
| 9.                             | «Будь сильним до кінця»        | 3:34                           |

## Нагороди
| Рік  | Нагорода              | Номінована робота | Категорія    | Результат |
| ---- | --------------------- | ----------------- | ------------ | --------- |
| 2012 | Премія Муз-ТВ         | Даша Суворова     | Прорив року  | Номінація |
| 2012 | Премія RU.TV          | Даша Суворова     | Кращий старт | Номінація |
| 2012 | Золотий Грамофон      | «Нелюбов»         | Пісня        | Перемога  |
| 2013 | OE Video Music Awards | Даша Суворова     | Прорив року  | Номінація |
| 2013 | Премія Муз-ТВ         | «Нелюбов»         | Кращий дует  | Номінація |